# Hoshina Masatoshi
Hoshina Masatoshi est un nom japonais traditionnel ; le nom de famille (ou le nom d'école), Hoshina, précède donc le prénom (ou le nom d'artiste).
Hoshina Masatoshi (保科 正俊, 1509-1593) est un samouraï de la période Sengoku du Japon, au service du clan Takeda. Fils de Hoshina Masanori, il dirige le château de Takatō dans la province de Shinano. Il s'oppose dans un premier temps à l'invasion de Shinano par Takeda Shingen mais se soumet finalement à Shingen et devient vassal des Takeda, à la tête d'une unité de 120 cavaliers. En compagnie de Sanada Masayuki et Kōsaka Masanobu, il est le troisième danjo dans le clan Takeda, distingué des autres par son surnom Yari danjō (槍弾正), en raison de son utilisation habile de la lance.
Son fil Masanao lui succède.

## Source de la traduction
- (en) Cet article est partiellement ou en totalité issu de l’article de Wikipédia en anglais intitulé « Hoshina Masatoshi » (voir la liste des auteurs).